# Вілла Гелени Бромільської
Вілла Гелени Бромільської — житловий будинок у Франківському районі міста Львова, на вулиці Євгена Коновальця, 27. Має статус пам'ятки архітектури місцевого значення (охоронний № 4603-Лв).

## Історія
Будинок зведений у 1898—1899 роках архітектурним бюро Івана Левинського за проєктом Станіслава Маєрського та будівничого Станіслава Деца, у стилі неоготики за тодішньою адресою: вулиця 29 Листопада, 15. Належала Гелені — львівській меценатці, власниці декількох прибуткових будинків, крамниці паперу та фірми з виготовлення поштівок та її чоловікові купцю Янові Бромільським. Первісно будівля була одноповерховою, у 1908 році за проєктом бюро Левинського надбудували другий поверх.
4 вересня 2024 року будинок був пошкоджений під час ракетного обстрілу.

## Опис
Будинок збудований з нетинькованої червоної цегли, двоповерховий з високим цокольним поверхом і мансардою, Г-подібний у плані: основний об'єм, що виходить на вулицю Коновальця, та видовжений флігель, який простягається углиб ділянки. Основний об'єм має неправильну форму, наближену до літери «Т», розвернутої на 90° до вулиці: вхід до будинку зроблений у «ніжці», яка знаходиться на значному відступі від червоної лінії забудови. Вхідний портал має ґанок і арковий світлик, увінчаний замковим каменем, збереглися автентичні дерев'яні двері. До входу ведуть сходи з ажурною металевою балюстрадою.
Чоловий фасад асиметричний, на три вікна, на лівій осі розташований розвинений ризаліт, завершений масивним неоготичним щипцем. Подібний щипець має об'єм, де розташований вхід до будинку, проте він закритий стіною зведеного впритул сучасного будинку № 25а. Віконні прорізи різні за формою, в основному — прямокутні, мають лучкове завершення, вікна в ризаліті більші за розміром, а вікно другого поверху має стрільчасту форму. Мансардний поверх має невеликі трикутні вікна-люкарни. Над вхідним порталом — кругле невелике вікно типу «бичаче око». Під вікнами чолового фасаду — декоративні майолікові вставки з рослинним орнаментом. Чоловий і бічний фасади де-не-де прикрашені декоративними фігурними кованими анкерами, завершуються карнизом із поребриком і дентикулами.
Тильний фасад увінчаний ступінчастим щипцем, видовжений флігельний об'єм має балкони-галереї на обидвох поверхах. Внутрішнє планування — змішаного типу.

## Галерея

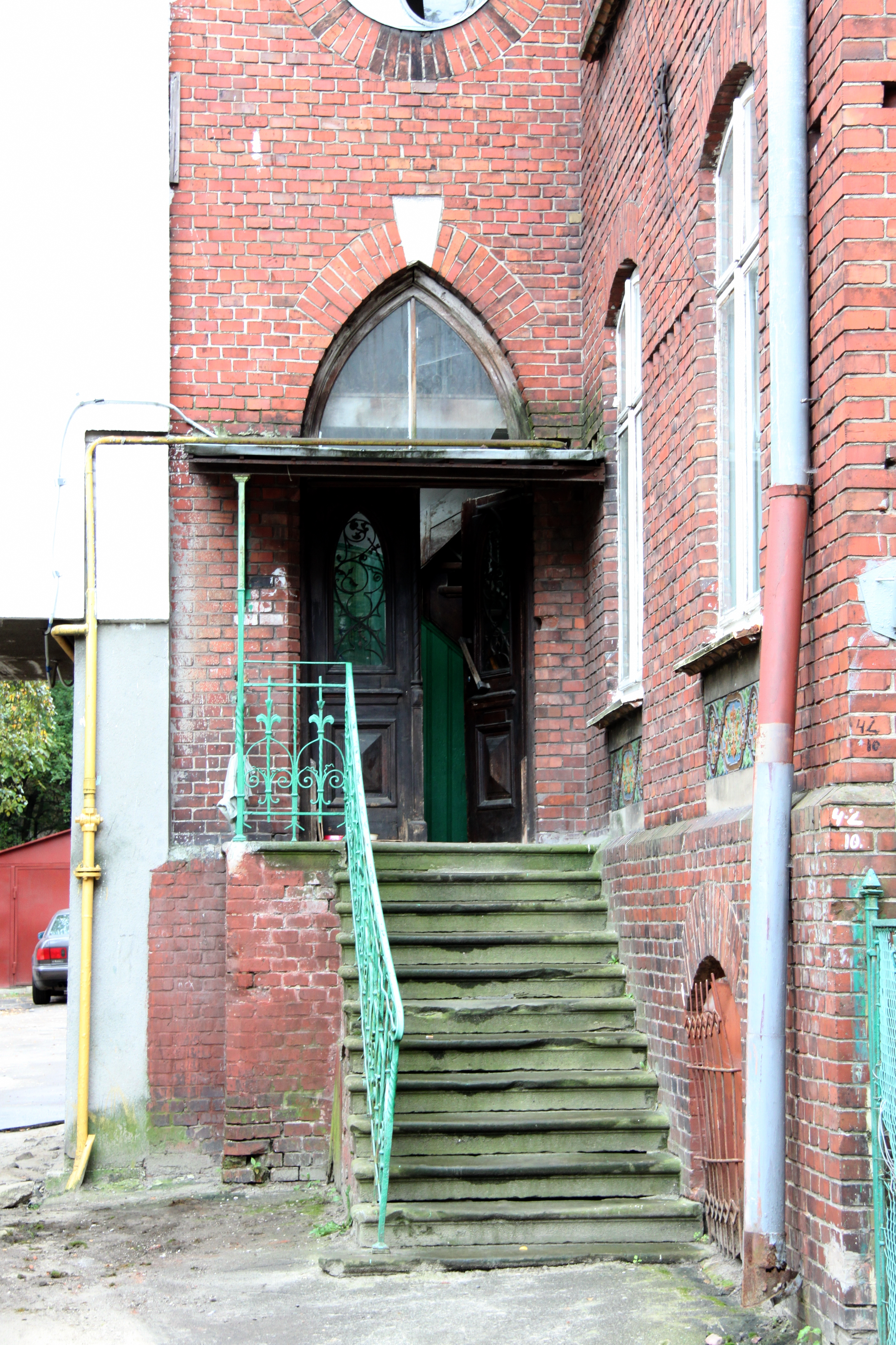
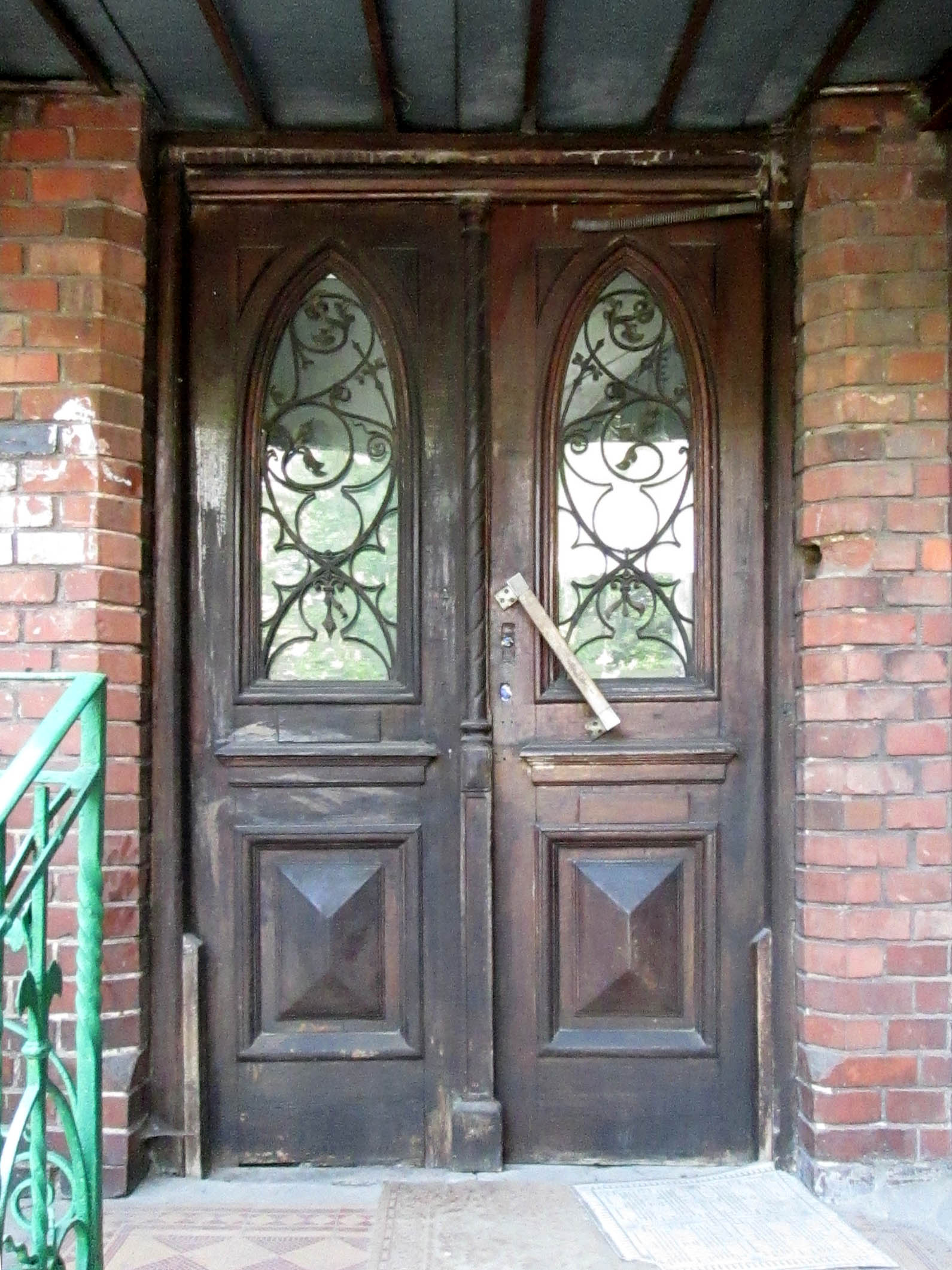
Двері
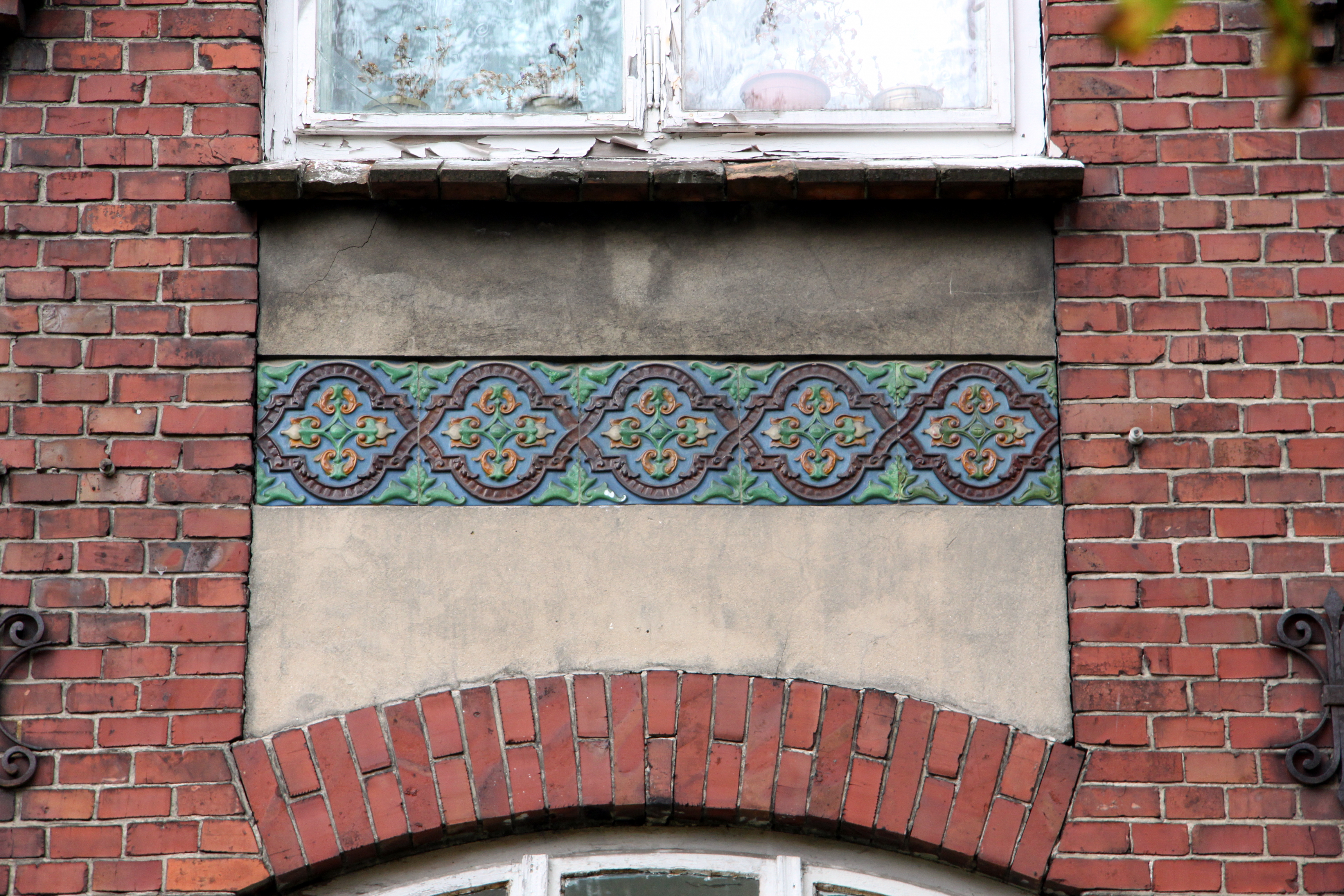
Майолікова підвіконна тафля
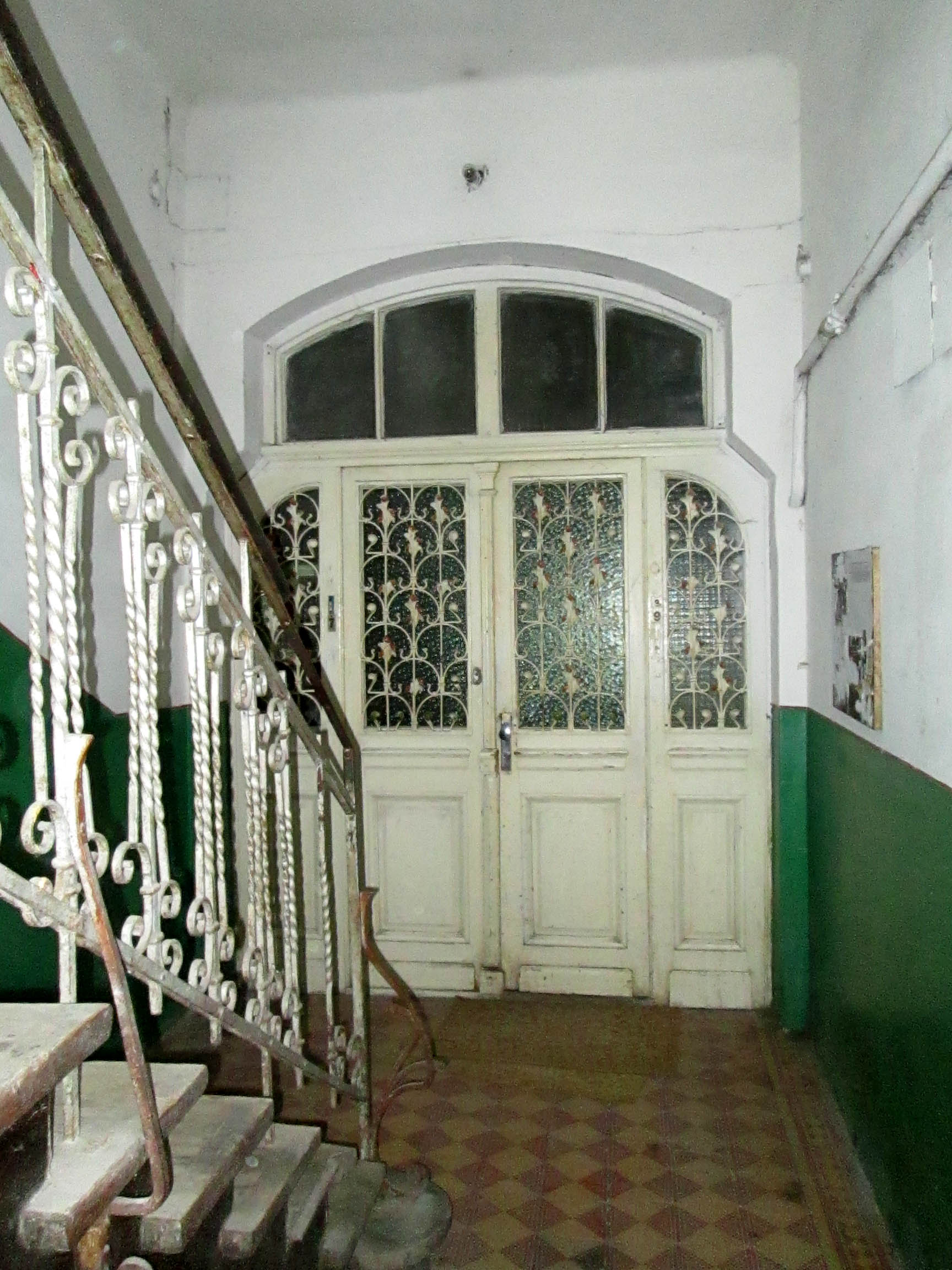
Сходова клітка